# Гранд-Терк (аэропорт)
Международный аэропорт Гранд-Терк, так же известный как Международный аэропорт имени Дж.А.Дж.С. Маккартни (англ. Grand-Turk International Airport; JAGS McCartney International Airport), (ИАТА: GDT, ИКАО: MBGT) — гражданский аэропорт, расположенный на острове Гранд-Терк архипелага Теркс и Кайкос, входящего в Британские заморские территории. Получил свое название в честь Дж.А.Дж.С. Маккартни, первого главного министра территорий, погибшего в авиакатастрофе в 1980 году. Управляется администрацией аэропортов островов Теркс и Кайкос. Большинство рейсов осуществляется между островами архипелага, но в пик туристического сезона принимаются и международные рейсы. Аэропорт способен принимать крупногабаритные лайнеры, такие как Боинг 757 или Аэробус 321. Ближайший населенный пункт - Коберн-Таун.